# Titov Vrv
Der Titov Vrv (mazedonisch Титов Врв Titov Vrv) ist mit 2747 m der höchste Gipfel der Šar Planina und nach dem Korab zweithöchster Berg Nordmazedoniens. Er liegt ca. 12 km westlich von Tetovo.
Der Titov Vrv (mazedonisch für ‚Titos Gipfel‘) wurde nach dem ehemaligen jugoslawischen Staatschef Josip Broz Tito benannt. Vorher hieß er Golem Turčin (Großer Türke).
Auf dem Gipfel wurde um 1957 ein fast zehn Meter hoher Steinturm errichtet, der mit der Zeit zunehmend beschädigt wurde. Freiwillige haben ihn Ende 2016 restauriert, so dass er jetzt als Schutzhütte dienen kann.
Der Aufstieg von Popova Šapka auf den Gipfel dauert rund fünf Stunden.

## Bilder

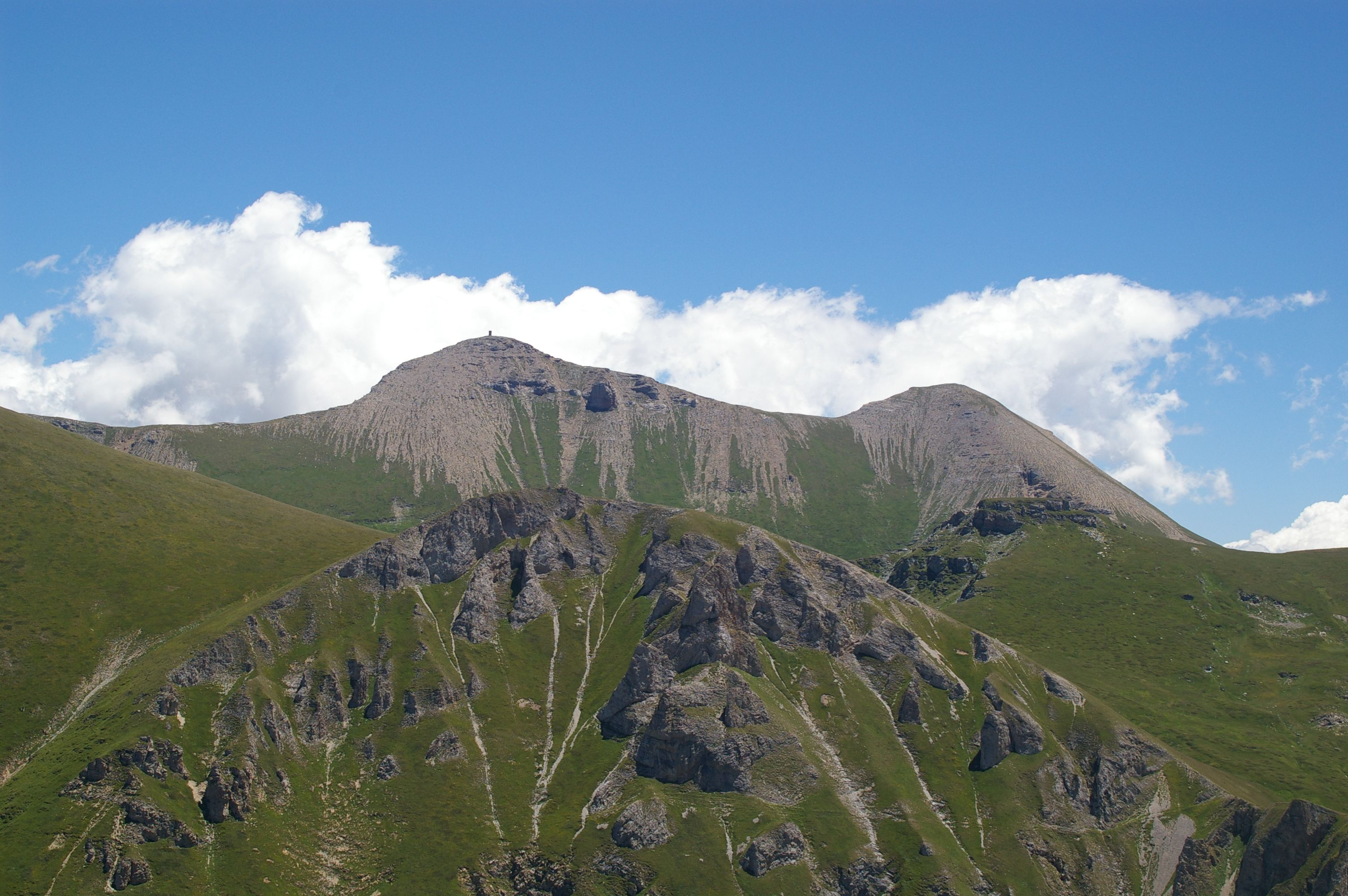
Titov Vrv mit Mal Turčin (2707 m), rechts
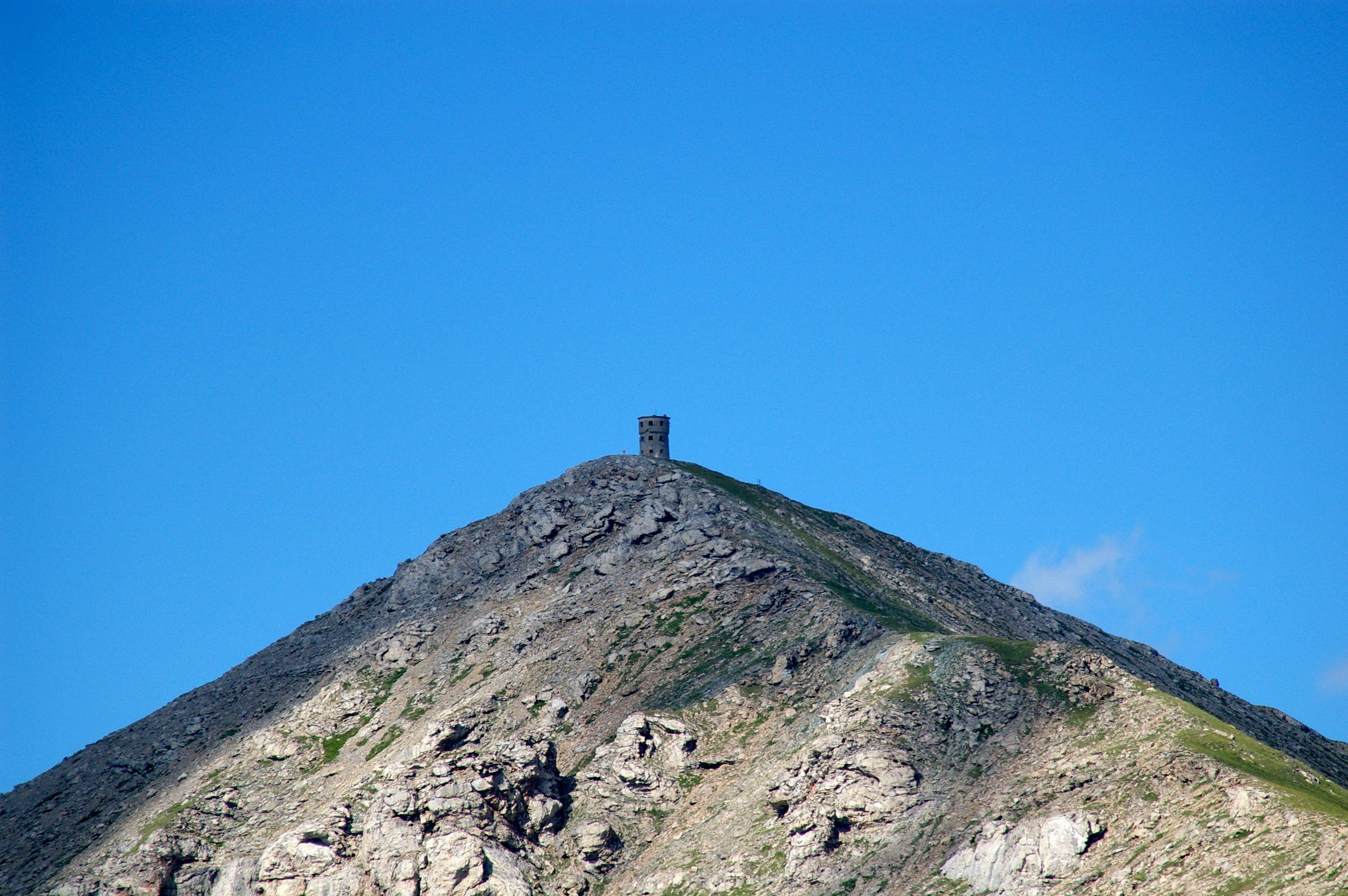
Gipfel mit Turm